# Márk Krajcsák
Márk Krajcsák (* 28. Dezember 1983 in Budapest) ist ein ehemaliger ungarischer Squashspieler.

## Karriere
Márk Krajcsák begann seine professionelle Karriere im Jahr 2003 und gewann zehn Turniere auf der PSA World Tour. Seine höchste Platzierung in der Weltrangliste erreichte er mit Rang 37 im November 2009. Er wurde von 2004 bis 2017 14 Mal in Folge ungarischer Landesmeister. Mit der ungarischen Nationalmannschaft nahm er 2003 und 2011 an Weltmeisterschaften teil, in den Zwischenjahren verzichtete Ungarn auf eine Teilnahme. Zum Ende der Saison 2012 beendete er seine Karriere auf der World Tour.

## Erfolge
- Gewonnene PSA-Titel: 10
- Ungarischer Landesmeister: 14 Titel (2004–2017)